# المسجد الأعظم (وجدة)
المسجد الأعظم هوَ مسجدٌ تاريخي يقعُ في مدينة وجدة في المغرب، ويُعتبرُ المسجد الرئيسي للمدينة وهو أيضًا مسجد جامع. أَسَّسهُ السُلطَان المرينِي أبو يعقوب يوسف الناصر في عام 1296.

## الهندسة المعمارية

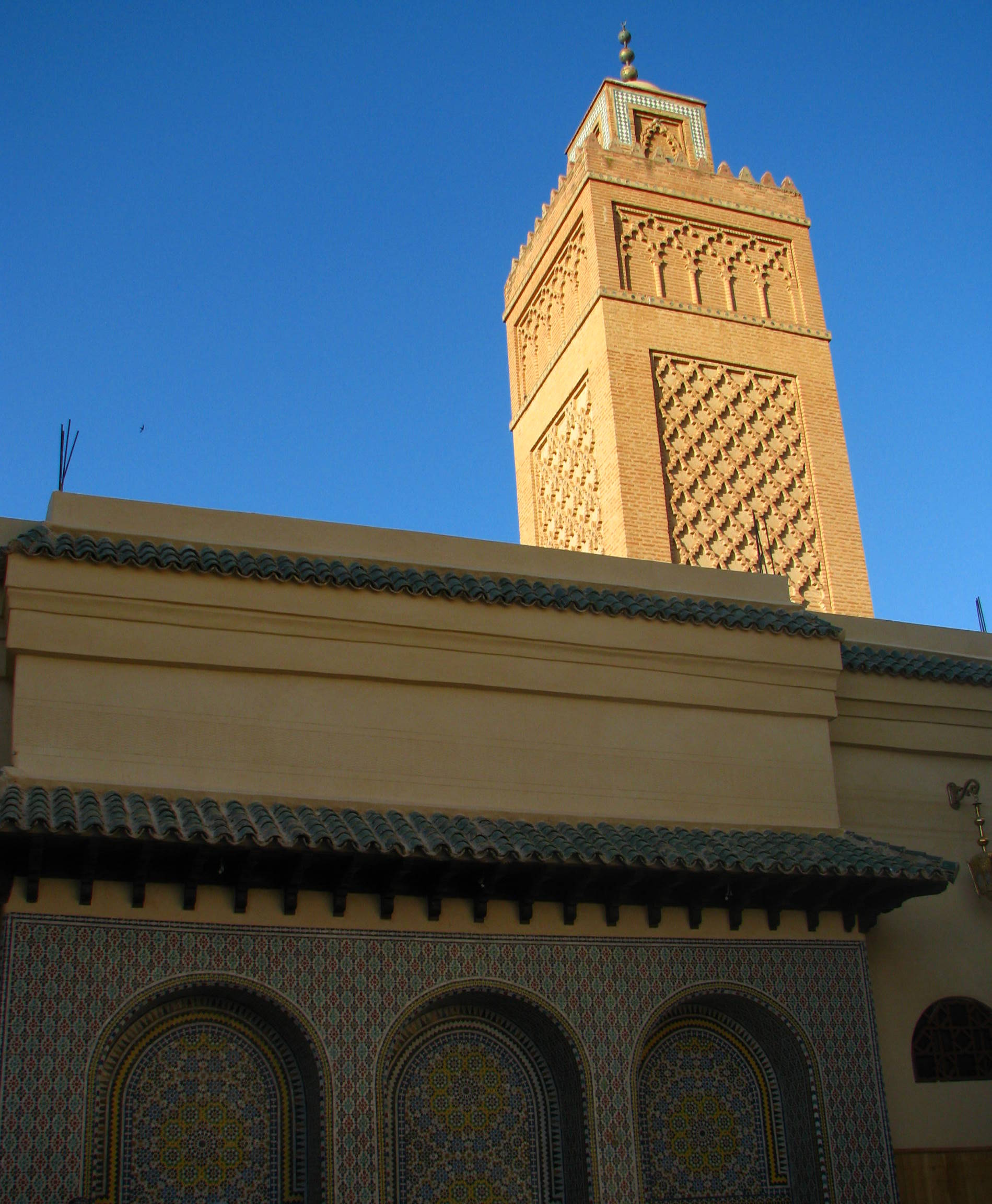
صُورة لمئذنة المسجد.

المسجد الأعظم في وجدة كبيرٌ وغير مُنتظم في مُخطط طوابقه بسبب التوسعات والتعديلات المُتعددة على مر القرون. يُعتقد أنَّ محراب المسجد (الكوة التي ترمز إلى اتجاه الصلاة) وأقواس الزينة القريبة منه تعود إلى بنائه الأصلي، في حين أنَّ الفناء الحالي (الصحن) ومُعظم القسم الشمالي الشرقي من المسجد هو بناءٌ لاحق. مُعظم المسجد هو بناء بسيط على نفس شكل الأعمدة في المساجد المغربية الأخرى. ومئذةُ المسجد جيدة التجهيز بارتفاع 24 مترًا مع واجهات مُزخرفة تقف على الجانب الغربي للمسجد. من المرجح أنَّ بناء المئذة أو اكتِمالها كانَ في عام 1317، بعدَ عقدين من تأسيس المسجد.